# Maxi Blaha
Maxi Blaha (* 22. September 1972 in Wien) ist eine österreichische Schauspielerin und Sängerin.

## Leben
Blaha wurde in Wien geboren und absolvierte ihr Schauspielstudium an der Schauspielschule Krauss sowie der Universität für Musik und darstellende Kunst Wien. Sie absolvierte Meisterkurse am Mozarteum in Salzburg und nahm Gesangsunterricht in New York. Von 1993 bis 1996 war sie Ensemblemitglied des Wiener Burgtheaters. Von 1996 bis 2010 hatte sie durchgehend feste Engagements und Hauptrollen an den Landestheatern Coburg und Schwaben, Tübingen sowie am Linzer Landestheater. Sie ist ständiger Gast am Theater Phönix und im Wiener Metropol.
Blaha hatte Hauptrollen in Purim spil (LINZ09 Kulturhauptstadt Europas), im Wiener Lustspielhaus, den Festspielen Reichenau, dem Filmhof Weinviertel, beim Kultursommer Laxenburg, den Festspielen Gutenstein, bei den Sommerspielen Melk und im Salon 5. Sie hatte die Künstlerische Leitung und war Solistin bei vielen musikalisch-literarischen Programmen.
Anlässlich des 100. Todestags von Gustav Klimt produzierte und spielte Blaha die Hauptrolle in dem Theatersolo Emilie Flöge – Geliebte Muse von Penny Black im Marmorsaal des Schloss Belvedere Wien. 2018–2019 tourte sie mit Beloved Muse durch Europa, Japan, USA und Australien. Seit 2021 spielt Blaha die Rolle der Alma Mahler, Künstlerin und Ehefrau von Gustav Mahler, Walter Gropius und Franz Werfel, im Theatersolo ALMA WHO? von Penny Black im Leopold Museum in Wien. Ebenso war sie in mehreren Filmen als Emilie Flöge zu sehen.
2021 spielte sie in der internationalen Film-Adaption The Performance von Arthur Miller unter der Regie von Shira Piven an der Seite von Jeremy Piven und Robert Carlyle.
2023 ist sie im Tatort: Bauernsterben als Marlene Duchkowitsch zu sehen, Regie führte Sabine Derflinger. Weiters beginnt sie die Dreharbeiten am Film B wie Bartleby (Hermann Melville / Bartleby). Ihr Solo mit Musik Mariedl über Maria Fassnauer startet ab November 2023 eine englischsprachige Tournee im australischen The Butterfly Club.
Blaha ist mit dem Schriftsteller Franzobel verheiratet; sie haben ein gemeinsames 2010 geborenes Kind, sind aber seit 2018 getrennt.

## Rollen (Auswahl)
- Wer hat Angst vor Virginia Woolf? – Süße
- Franzobel: Lady Di – Camilla
- Die Präsidentinnen – Erna
- Der zerbrochne Krug – Eve
- Fräulein Julie – Julie
- La Cage aux Folles – Jacqueline
- Der Zwerg ruft von Kurt Palm – Schneewittchen
- Der Impresario von Schmierna – Demeter Schaisonpola
- Der Kirschgarten – Varja
- Die Braut von Messina – Beatrice
- Krankheit oder moderne Frauen von Elfriede Jelinek – Emily
- Windy erzählt – Windy
- Faust – Marthe
- Pension Schöller – Maria
- Die Seemannsbraut – Sie
- Eine Nacht in Venedig – Barbara
- Der Bauer als Millionär – Lacrimosa
- Feuerseele - sie kämpfte für den Frieden – Bertha von Suttner
- Alice im Wunderland – Herzkönigin
- Süße Wiener Dunkelheit / tiefheller See – Emilie Flöge
- 2022: Jeanny - Das fünfte Mädchen
- 2023: Tatort: Bauernsterben

## CD-Produktionen
Solistin (Sprecherin/Sängerin)
- Ein Abend in der Bar: Paris
- Blood&Romance
- Mein mörderischer Salon
- Schnucki, ach Schnucki
- Der Himmel is a Eierspeis
- P.S.du mich auch
- ADPFENT
- Jubel & Elend
- Credits:  Franzobel, Paul Gulda, Thomas Gansch, Georg Breinschmid, Frank Hofmann

## Soloprogramme (Auswahl)
- Ein Abend in der Bar: PARIS
- Meine Herrn, mit 17 Jahren...  Bertolt Brecht Kurt Weill
- Blood & Romance
- Was treibst du in Paris, Poet?  Arthur Rimbaud
- In meinen schlaflosen Nächten Ingeborg Bachmann
- Mein mörderischer Salon
- Feuerseele (Theatersolo mit Musik über Bertha von Suttner)